# Roya Mahboob
Roya Mahboob, en darí: رویا محبوب‎ (Herat, 1987) es una empresaria afgana, fundadora y directora ejecutiva de Afghan Citadel Software Company, una empresa de desarrollo de software de servicios integrales con sede en Herat (Afganistán), que despertó interés por ser una de las primeras directoras ejecutivas de TI en Afganistán. El 18 de abril de 2013, Mahboob fue incluida en la lista de las 100 personas más influyentes del mundo de 2013 de la revista TIME por su labor en la construcción de aulas de Internet en institutos de Afganistán y por Women's Annex, un blog multilingüe y sitio de vídeos alojado en Film Annex. La introducción de la revista TIME a Mahboob fue escrita por Sheryl Sandberg, directora de operaciones de Facebook y autora de "Lean In: Women, Work and the Will to Lead".  También es conocida por su trabajo con la plataforma de distribución de películas en línea y Web Television Network Film Annex en el Proyecto de Desarrollo Afgano. Es asesora en la Forbes School of Business & Technology.

## Trayectoria
Mahboob nació en Herat (Afganistán) pero abandonó el país con su familia tras el régimen talibán para vivir en Irán. Regresó a Afganistán en 2003 y aprendió inglés trabajando como voluntaria en una ONG francesa especializada en medios de comunicación. Ese mismo año se matriculó en cursos de tecnología de la información y la comunicación ofrecidos para mujeres por el Programa de las Naciones Unidas para el Desarrollo, y en 2005 se matriculó en una licenciatura de Informática  con especialización en tecnología de la información y las comunicaciones en la Universidad de Herat. Allí recibió formación del equipo de la  Universidad Técnica de Berlín (TU Berlín). También pasó un semestre en dicha universidad en el marco de una formación para profesores de informática. Tras su graduación en 2009, Mahboob trabajó como directora de TI en la Universidad de Herat y más tarde como coordinadora de proyectos en el Departamento de TI del Ministerio de Educación Superior, donde colaboró estrechamente con el Centro de Comunicación Internacional e Intercultural de la TU Berlín. En mayo de 2011, fue incluida en una promoción inaugural de siete empresarios afganos como parte del Programa de Tecnología de la Información de Herat, una rama del Grupo de Trabajo para Operaciones Empresariales y de Estabilidad en Afganistán, fundado por Paul Brinkley, exsubsecretario adjunto de Defensa, en 2010.
Mahboob fundó la empresa Afghan Citadel Software Company (ACSC) en 2010 junto con dos compañeros de la Universidad de Herat y una inversión de 20.000 dólares. El objetivo era crear puestos de trabajo para recién licenciados universitarios, especialmente mujeres, en el entonces creciente mercado tecnológico de Afganistán. La empresa empleó al menos 20 programadores, más de la mitad de los cuales eran mujeres.
ACSC desarrolló programas informáticos según requisitos específicos definidos por los clientes, que eran ministerios, universidades y organizaciones internacionales de Afganistán. Entre estos proyectos se incluyen la ayuda a un hospital de Herat para digitalizar la información en papel así como la ayuda para llevar Internet fiable a la Universidad de Herat en el marco del proyecto Silk Afghanistan de la OTAN.
En 2012, se fundó Citadel of New York para desarrollar y promover Examer, una plataforma de redes sociales interactivas y educativas con un sistema de pago de microbecas, que Mahboob ayudó a desarrollar. Otro proyecto resultante de esta asociación, Women's Annex, también proporcionaba financiación para contenidos de vídeo en las redes sociales y ofrecía a las mujeres afganas y Asia Central la oportunidad de iniciar carreras como cineastas así como  una vía para contar sus historias al mundo. En octubre de 2012, Citadel of New York adquirió una participación del diez por ciento en el Esteqlal Football Club de Afganistán.
En 2014, Mahboob entró a formar parte del consejo asesor del grupo de reflexión internacional Global Thinkers Forum.
En 2012 creó la organización sin ánimo de lucro Digital Citizen Fund (DCF) para mejorar los conocimientos tecnológicos y financieros de las mujeres afganas. A través de DCF, Mahboob y su hermano, Alireza Mehraban, fundaron el Afghan Girls Robotics Team también conocido como las Afghan Dreamers (Soñadoras Afganas). Mahboob apoya al Afghan Girls Robotics Team a la vez que promueve la educación en robótica con la plataforma Inoura.  Después de la caída de Kabul en 2021, participó en la evacuación de los miembros del equipo Afghan Girls Robotic y sus familias a través del contacto con el gobierno de Catar.
Mahboob ha recibido reconocimiento por ser una directora ejecutiva femenina en un país donde las mujeres en gran medida no trabajaban fuera del hogar. Ha recibido amenazas por crear y dirigir una empresa, dotarla principalmente de personal femenino, hacer negocios con extranjeros e incluso conducir un coche. La reacción de Roya ante esto ha sido: "Hay que demostrar a todo el mundo que hombres y mujeres son iguales. Las mujeres pueden hacer algo si se les permite. Dales oportunidades y podrán demostrar lo que valen". 
Mahboob también se asoció con Film Annex, una plataforma de distribución de películas en línea y Web Television Network, para lanzar el Proyecto de Desarrollo Afgano en 2012. El proyecto pretendió mostrar al mundo la nueva cara de Afganistán mediante la difusión de vídeos de actualidad, entrevistas y clips de noticias, así como material de archivo directamente de Afghan Youth Development. La asociación entre Rulli y Mahboob comenzó después de un vídeo promocional de la OTAN en 2011 y decidieron involucrarse en la reestructuración de Afganistán. Mahboob y Film Annex trabajaron para construir aulas con Internet en las escuelas afganas para conectar a los niños con el mundo y disuadirlos de unirse a los talibanes.
El Secretario de Estado de Estados Unidos y senador, John Kerry, se reunió con Mahboob y otras empresarias afganas en el Centro Internacional para el Desarrollo Económico de las Mujeres de la Universidad Americana de Afganistán. El 18 de noviembre de 2013, John Kerry escribió un ensayo para Politico en el que detallaba su experiencia al conocer a Roya Mahboob, directora ejecutiva de la empresa de desarrollo de software Citadel, así como los cambios que lideraban las mujeres afganas en diversos ámbitos sociales. El ensayo de Kerry analizaba cómo las mujeres afganas, y Roya Mahboob en particular, estaban cambiando no sólo Afganistán sino también la comunidad mundial. Aunque en el panorama mundial Afganistán aún tienía mucho trabajo por hacer, el senador Kerry indicaba que el éxito de Mahboob como figura femenina clave era un gran paso hacia la consecución de una paz y prosperidad duraderas. "Las mujeres afganas no se detienen. Están avanzando y todos debemos marchar con ellas".El ensayo fue escrito como parte de una serie y es una colaboración entre Politico, Google y la Fundación Tory Burch, titulada Women Rule.

## Reconocimientos
- 2013: One of Time‍ 's "100 Most Influential People in the World"[30]
- 2013: Civic Innovator "National Democracy Institute"[31]
- 2014: The Tribeca Disruptive Innovation Awards[32]
- 2015: World Economic Forum Young Global Leaders 2015[33]
- 2015: Michael Dukakis Leadership Fellow[34]